# Wilco (The Album)
Wilco (The Album) är Wilcos sjunde studioalbum, utgivet 30 juni 2009.

## Låtlista
Om inte annat anges är låtarna skrivna av Jeff Tweedy.
1. "Wilco (the song)" – 2:59
2. "Deeper Down" (Tweedy, Sansone) – 2:59
3. "One Wing" – 3:42
4. "Bull Black Nova" – 5:39
5. "You and I"  – 3:26
6. "You Never Know" – 4:21
7. "Country Disappeared" – 4:02
8. "Solitaire" – 3:04
9. "I'll Fight" – 4:23
10. "Sonny Feeling" – 4:13
11. "Everlasting Everything" – 3:58

Bonuslåt till iTunes-utgåvan
1. "Dark Neon" – 4:24

### Fotnoter
1. ↑  Erlewine, Stephen Thomas. ”Wilco (The Album)”. Allmusic.com. http://www.allmusic.com/album/sky-blue-sky-r1032334. Läst 26 februari 2011.